# Kedgwick (communauté rurale)
Pour les articles homonymes, voir Kedgwick.
Kedgwick (prononciation: Kè-dje-ouik) est une communauté rurale du comté de Restigouche, situé au nord du Nouveau-Brunswick. Colonisé à la fois par des Québécois et des Acadiens d'autres régions du Nouveau-Brunswick, le village de Kedgwick s'est construit en même temps que son industrie forestière. Aujourd'hui, cette industrie forestière décline. À la suite d'un plébiscite en 2011, le DSL de la paroisse de Grimmer est fusionné au village de Kedgwick le 1er juillet 2012 pour former la communauté rurale de Kedgwick. Le gouvernement local de Kedgwick est formé le 1er janvier 2023 de la fusion de la communauté rurale de Kedgwik, des DSL Saint-Jean-Baptiste–Menneval et Whites Brook ainsi que des parties des DSL de la paroisse d'Eldon et de la paroisse de Saint-Quentin.

## Toponyme
Kedgwick est nommé ainsi d'après sa position sur la rivière Kedgwick, dont le nom provient du mot micmac madawamkedjwik, qui signifie « grand embranchement » ou « qui coule sous la terre ». Le village a porté le nom de Richards Station entre 1913 et 1915, en l'honneur du propriétaire d'une scierie.

## Géographie

### Situation
Kedgwick est situé à près de 80 kilomètres de route au sud-ouest de Campbellton.
Kedgwick est traversé du nord au sud par la route 17. La route 260 constitue un accès secondaire à partir de Saint-Quentin. La route 265 permet de relier la communauté rurale à la rivière Ristigouche. La route 180 permet aussi d'accéder à Kedgwick, via  le centre-ville de Saint-Quentin. Il n'y a aucun transport en commun desservant Kedgwick, excepté le Taxi Cormier.
Kedgwick est généralement considérée comme faisant partie de l'Acadie.

## Histoire

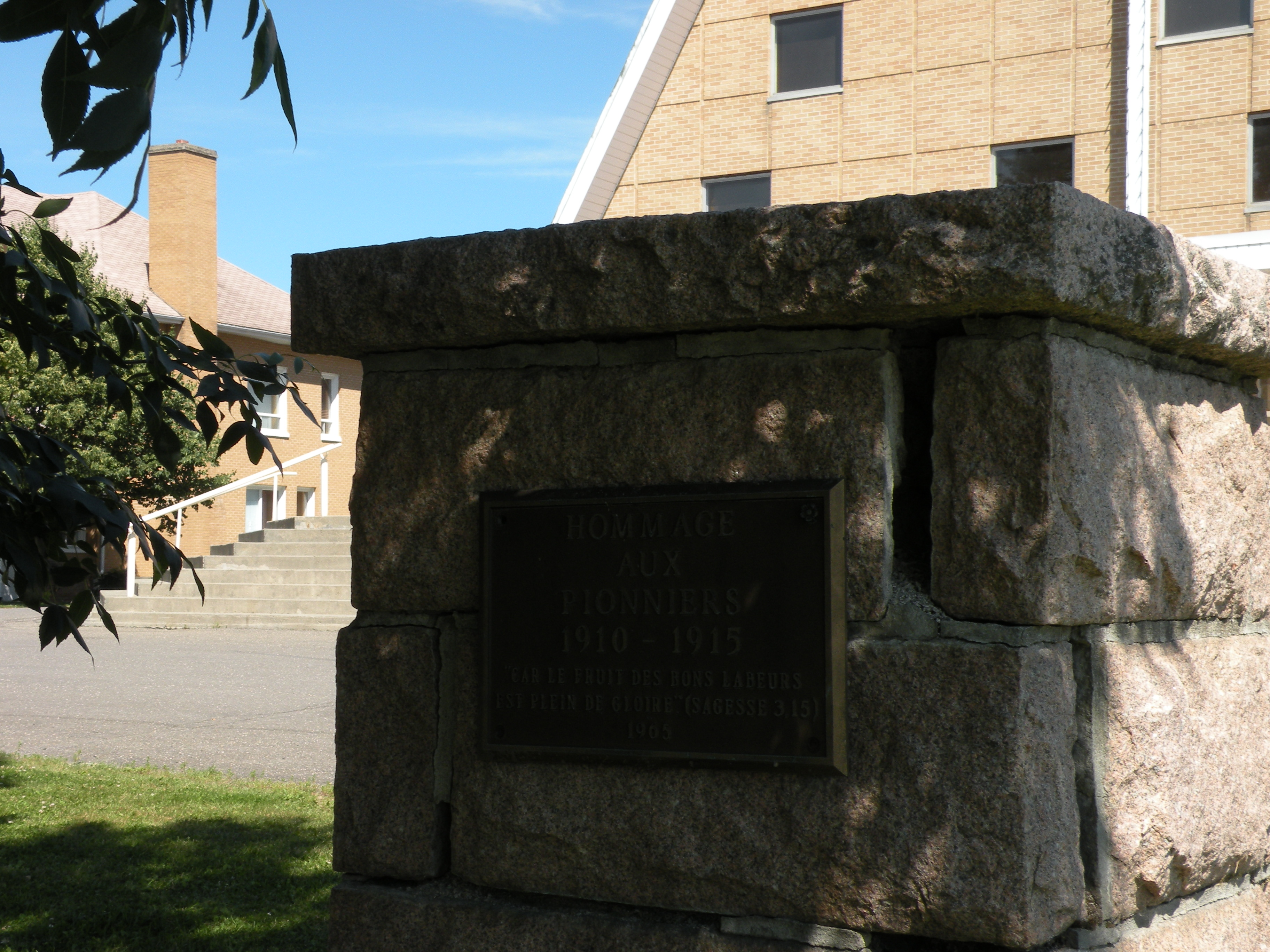
Monument aux fondateurs de Kedgwick.

Kedgwick est situé dans le territoire historique des Micmacs, plus précisément dans le district de Gespegeoag, qui comprend le littoral de la baie des Chaleurs. Ce territoire était revendiqué d'abord par les Iroquois et ensuite seulement par les Mohawks. La rivière Restigouche est riche en saumon et toute la région est un territoire de chasse, tandis que des portages la relient au fleuve Saint-Jean.
Les Grands feux de la Miramichi détruisent une bonne partie de la forêt du Nouveau-Brunswick en 1825. L'industrie forestière se déplace alors vers le nord et des scieries ainsi que des chantiers navals sont ouverts à Atholville et Campbellton. Les grands pins et épinettes sont déjà presque tous passés sous la scie en 1850 mais de petites scieries continuent de traiter le bois descendant les rivières Restigouche et Upsalquitch.
La région, appelée la Grande Fourche, voit la fondation de plusieurs camps de bûcherons au cours du XIXe siècle. Quelques familles pêchant le saumon habitent Kedgiwck dès 1905. 
La construction du chemin de fer Restigouche and Western, entre Tide Head et Saint-Léonard, commence en 1898. Les travaux sont ralentis en raison du terrain difficile et du manque de fonds et le chemin de fer International prend le contrôle de la ligne en 1906. Les travaux sont terminés en 1910. La construction du chemin de fer permet de coloniser les hauts plateaux. Le village est d'ailleurs définitivement fondé en 1909, près du moulin Richards.
Le curé Melanson de Balmoral vient célébrer la messe à tous les mois dans une tente. Une première chapelle est construite en 1912 et Kedgwick compte un curé résident à partir de 1915. La gare de Kedgwick est construite en 1919. Les scieries sont rachetées par de grandes entreprises en 1920. Une école régionale, d'abord sous la direction de la Congrégation de Notre-Dame, est fondée en 1943. L'école Écho-Jeunesse est inaugurée en 1956. L'école Marie-Gaétane ouvre ses portes en 1974. Le chemin de fer International est abandonné en 1989.
En 2009, la Caisse populaire de Kedgwick fusionne avec les caisses de Campbellton, Balmoral, Atholville, Val-d'Amours, Charlo et Eel River Crossing pour former la Caisse populaire Restigouche.
Le 20 septembre 2011, le conseil municipal de Kedgwick vote en faveur de la fusion du village et du DSL de la paroisse de Grimmer afin de former la communauté rurale de Kedwick. Le 3 octobre 2011, la population du DSL vote en faveur de la proposition dans une proportion de 80 %. La première élection municipale a lieu le 14 mai 2012. La communauté rurale est constituée le 1er juillet 2012. Kedgwick est l'une des localités organisatrices du Ve Congrès mondial acadien en 2014.

## Démographie
(septembre 2024).
D'après le recensement de Statistique Canada, il y avait 1 146 habitants en 2006, comparativement à 1 184 en 2001, soit une baisse de 3,2 %. Le village a une superficie de 4,28 km2 et une densité de population de 268,0 habitants au km2.
| 1981  | 1986  | 1991  | 1996  |
| ----- | ----- | ----- | ----- |
| 1 222 | 1 129 | 1 118 | 1 221 |

| 2001  | 2006  | 2011 | 2016 |
| ----- | ----- | ---- | ---- |
| 1 184 | 1 146 | 993  | 998  |

## Administration
(septembre 2024).

### Conseil municipal
Le conseil municipal est formé d'un maire, de deux conseillers généraux et de quatre conseillers de quartier. La municipalité et en effet divisée en quatre quartiers à des fins administratives.
Conseil municipal actuel
Le conseil municipal actuel est élu lors de l'élection quadriennale du 10 mai 2016.
Anciens conseils municipaux
Un conseil est formé à la suite de l'élection du 12 mai 2008. Un second dépouillement doit toutefois avoir lieu le 26 mai suivant, reconnaissant la victoire de Claudia Dubé. Le conseil municipal précédent est élu lors de l'élection quadriennale du 14 mai 2012. Une élection partielle lieu le 28 octobre 2013 suivant et Janice E. Savoie l'emporte au poste de conseillère générale.
| Mandat      | Fonctions               | Nom(s)                         |
| ----------- | ----------------------- | ------------------------------ |
| 2012 - 2016 | Maire                   | Jean-Paul Savoie               |
| 2012 - 2016 | Conseillers généraux    | Carmen St-Pierre, Marc Talbot. |
| 2012 - 2016 | Conseillers de quartier |                                |
| 2012 - 2016 | #1                      | Josée Nancy Pitre              |
| 2012 - 2016 | #2                      | Maurice Dion                   |
| 2012 - 2016 | #3                      | Éric Gagnon                    |
| 2012 - 2016 | #4                      | Michel Léonard                 |

| Mandat      | Fonctions   | Nom(s)                                                                        |
| ----------- | ----------- | ----------------------------------------------------------------------------- |
| 2008 - 2012 | Maire       | Jean-Paul Savoie                                                              |
| 2008 - 2012 | Conseillers | Marcel Beaulieu, Ghyslain Bujold, Claudia Dubé, Steve Dugas, Henri St-Pierre. |

| Période                                  | Période  | Identité         | Étiquette | Qualité |
| ---------------------------------------- | -------- | ---------------- | --------- | ------- |
| 1969                                     | 197?     | Edgard Deschênes |           |         |
| 1974                                     | 1977     | Normand Mallais  |           |         |
| 1977                                     | 198?     | Joseph Simon,    |           |         |
| 19??                                     | 2001     | Rodolphe Lavoie  |           |         |
| 2001                                     | en cours | Jean-Paul Savoie |           |         |
| Les données manquantes sont à compléter. |          |                  |           |         |

### Représentation et tendances politiques
Kedgwick est membre de l'Association francophone des municipalités du Nouveau-Brunswick.
 Nouveau-Brunswick: Kedgwick fait partie de la circonscription provinciale de Restigouche-La-Vallée, qui est représentée à l'Assemblée législative du Nouveau-Brunswick par Gilles Lepage, de l'Association libérale du Nouveau-Brunswick. Il fut élu en septembre 2014.
 Canada: Kedgwick fait partie de la circonscription fédérale de Madawaska—Restigouche, qui est représentée à la Chambre des communes du Canada par René Arseneault, du Parti libéral du Canada. Il a été élu en octobre 2015.

## Économie
(septembre 2024).

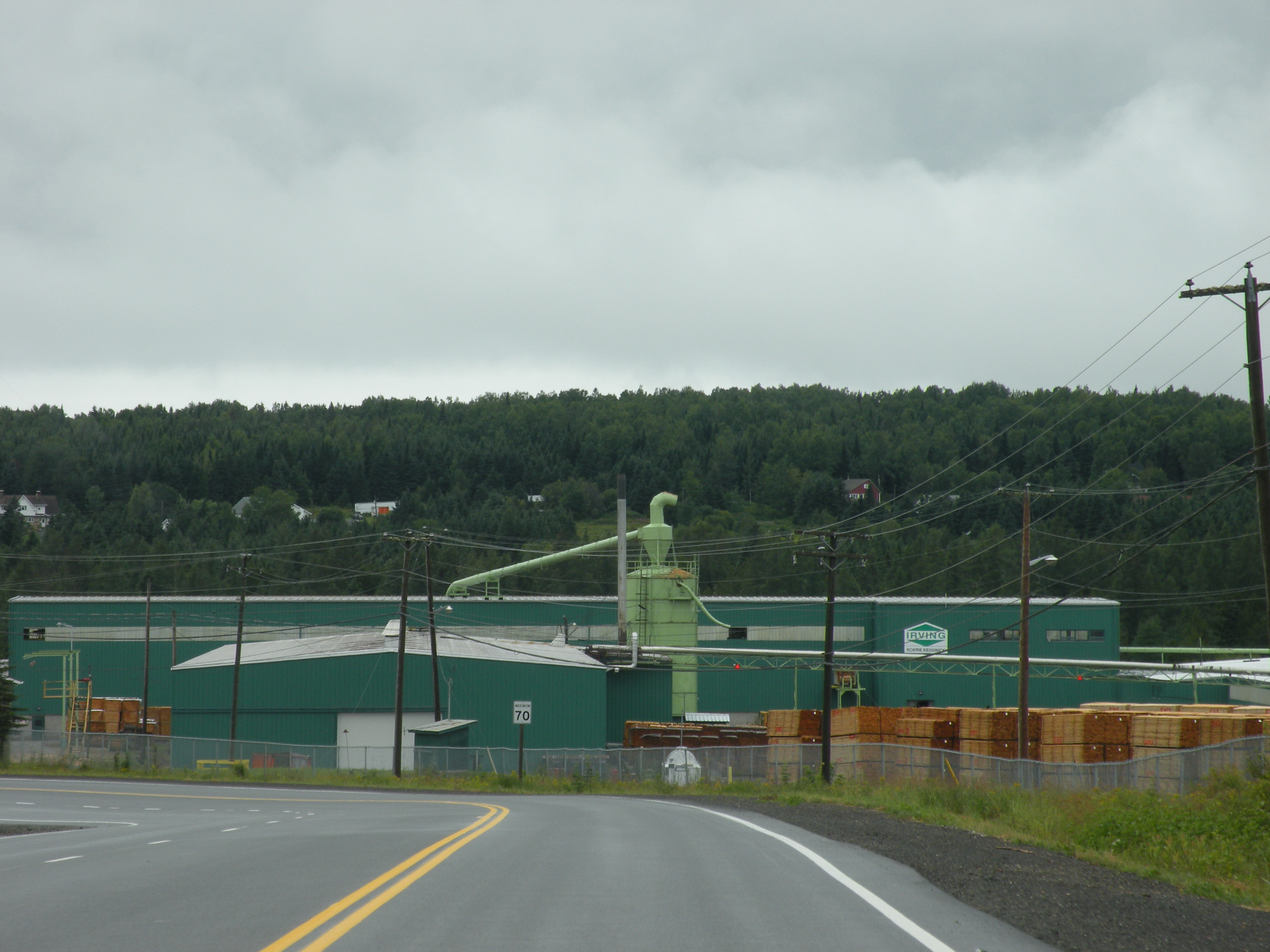
L'usine de J.D. Irving.

L'économie locale est fondée sur l'exploitation forestière et la transformation du bois. Une partie du bois coupé est transformée à Edmundston et Atholville. J.D. Irving opère une scierie à Kedgwick, traitant le bois résineux. Il y a aussi quelques fermes.
Entreprise Restigouche a la responsabilité du développement économique.

## Vivre à Kedgwick
Le détachement de la Gendarmerie royale du Canada le plus proche est à Saint-Quentin. Kedgwick possède toutefois un bureau de poste et un poste d'Ambulance Nouveau-Brunswick. L'hôpital le plus proche est l'Hôtel-Dieu Saint-Joseph de la ville de Saint-Quentin.
Le quotidien francophone est L'Acadie nouvelle, publié à Caraquet, et le quotidien anglophone est Telegraph-Journal, publié à Saint-Jean.

### Éducation
Kedgwick possède deux écoles publiques francophones faisant partie du district scolaire #3. L’école Écho Jeunesse accueille les élèves de la maternelle à la 7e année. Les élèves poursuivent leurs études à l’école Marie-Gaétane, qui offre des cours de la 8e à la 12e année et qui possède aussi un programme alternatif.
Kedgwick possède aussi une bibliothèque publique, une caserne de pompiers et un poste d'Ambulance Nouveau-Brunswick.

### Sport et parcs
Kedgwick est traversé par le Sentier international des Appalaches. C'est dans le village qu'il se sépare en deux tronçons vers le nord.
À l'entrée du village, nous pouvons retrouver deux beaux lacs situés à proximité de la Place du Centenaire. 

### Religion
L'église Notre-Dame-des-Prodiges est une église catholique romaine faisant partie du diocèse d'Edmundston.

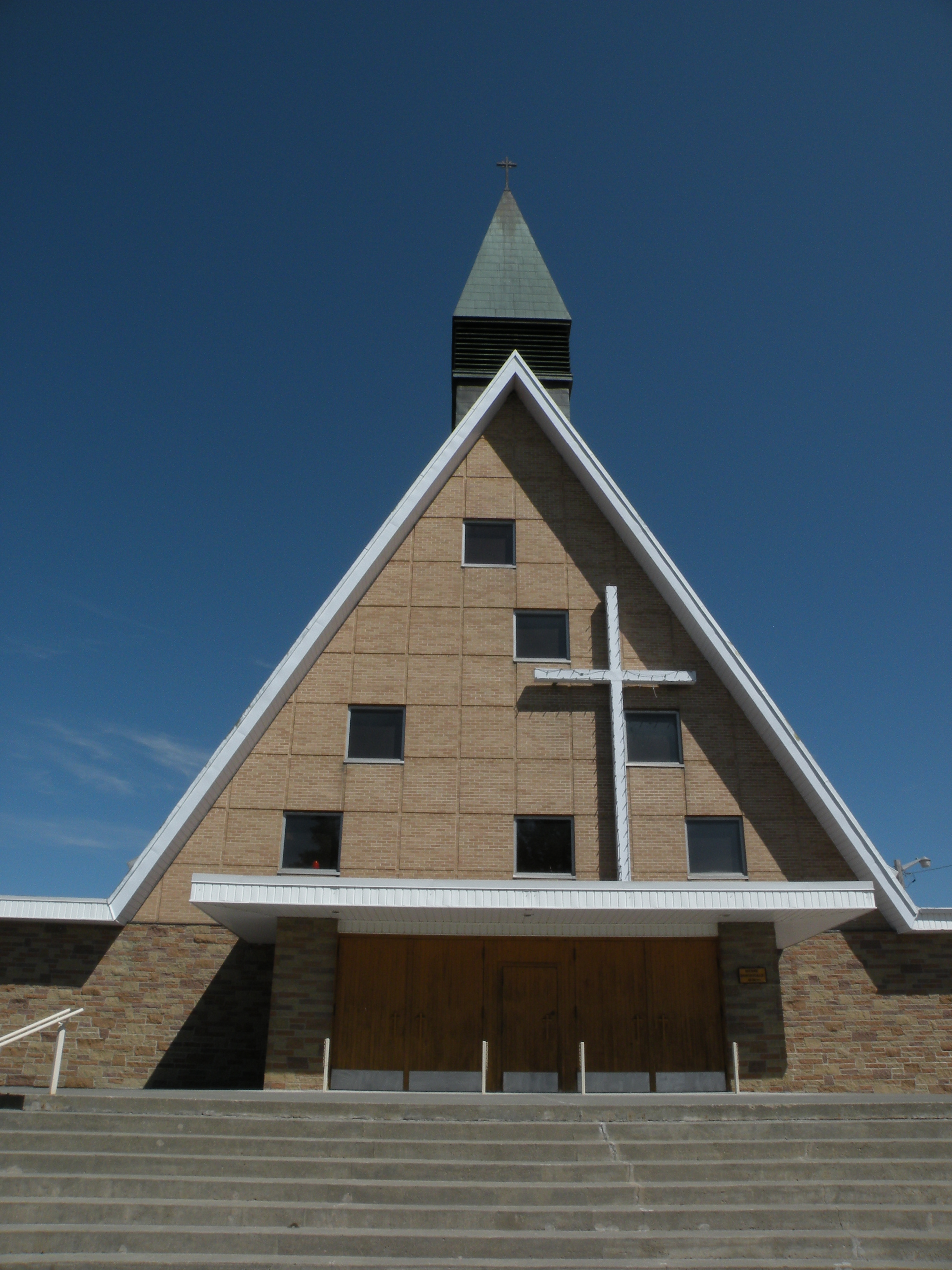
L'église Notre-Dame des Prodiges.
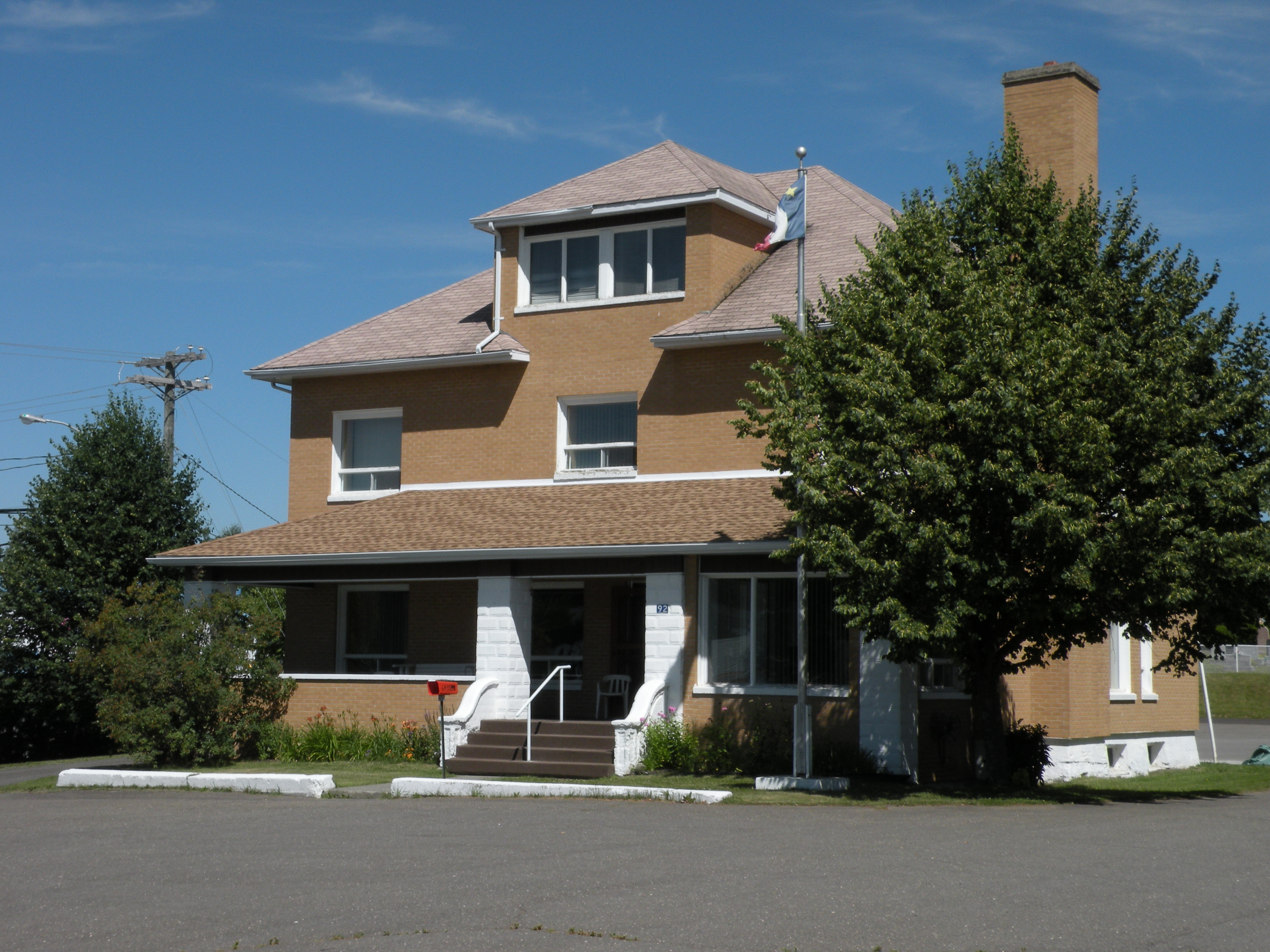
Le presbytère.
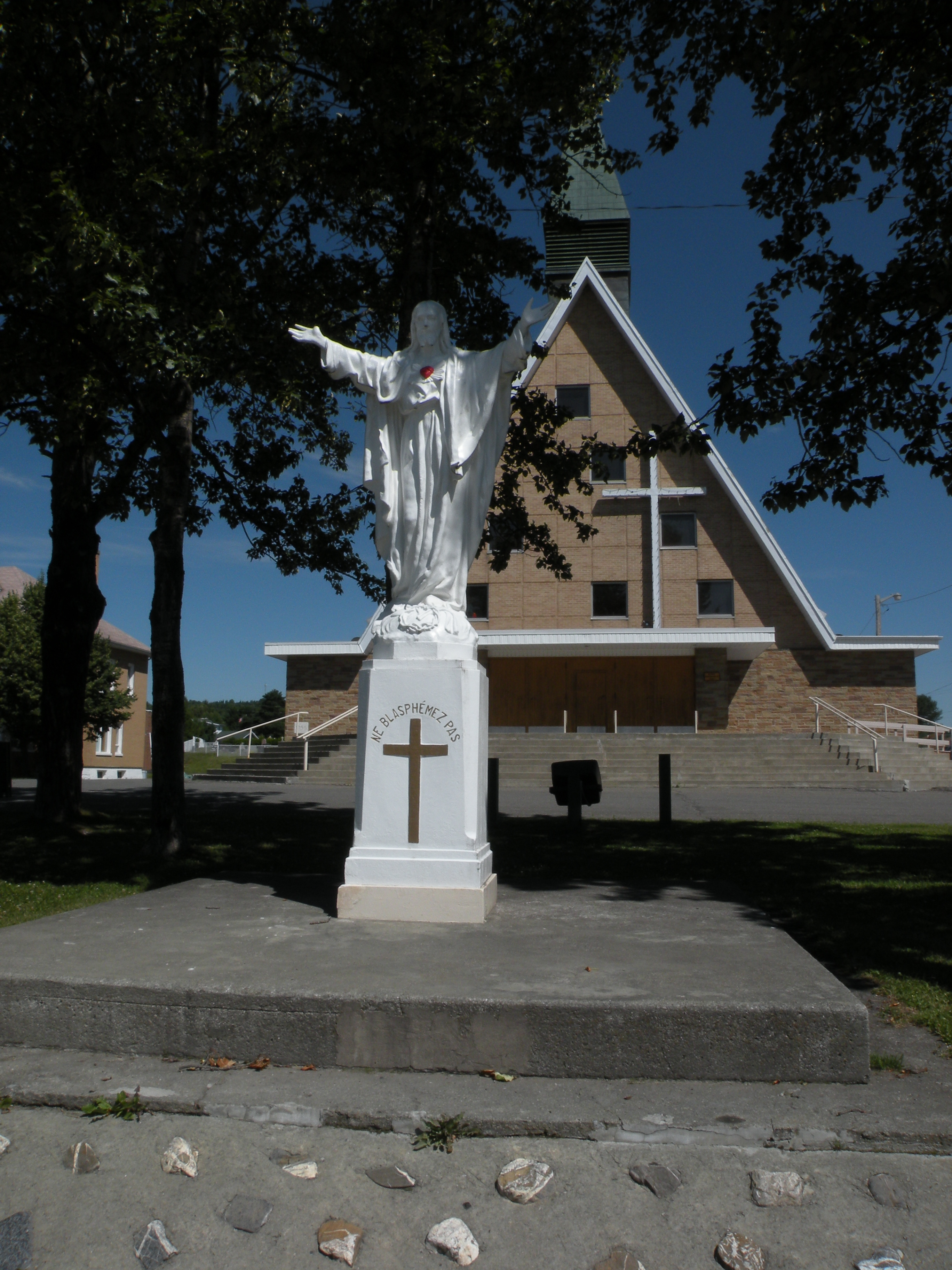
Une statue de Jésus.

## Culture
Les habitants de Kedgwick sont principalement d'origine québécoise, acadienne, libanaise ou irlandaise.

### Langues
Selon la Loi sur les langues officielles, Kedgwick est officiellement francophone puisque moins de 20 % de la population parle l'anglais.

### Personnalités
- Fernande Lavoie-Bélanger (Kedgwick, 1950-), enseignante, auteure de Ma vie c'est la forêt ;
- Herménégilde Boulay (Saint-Donat (Québec), 1861 - Kedgwick, 1942), agriculteur, marchand, négociant et homme politique ;
- Eddy Savoie (Kedwick, 1943 - ), homme d'affaires;
- Jean-Paul Savoie (Kedgwick, 1947 - 2023), travailleur social, homme politique et maire de la communauté rurale depuis 2001, l'un des plus grands émeutiers de l'Acadie.
- Olivier Bergeron, auteur-compositeur-interprète ayant participé à Star Académie (2022) et à American Idol (2025).
- Guillaume Deschênes-Thériault (Kedgwick, 1994- ), député fédéral de Madawaska-Restigouche (2025- ).

### Architecture et monuments
La gare de Kedgwick est un site historique provincial. Il y a une attraction de bord de route à Kedgwick: une sculpture de bûcheron.

### Événements
Le festival d'automne est organisé au mois d'octobre.